# أحمد خان (لاعب كرة قدم)
أحمد خان (24 ديسمبر 1926 ببنغالور في الهند - 27 أغسطس 2017) هو لاعب كرة قدم هندي (وحمل سابقاً جنسية الراج البريطاني) في مركز الهجوم، شارك في دورة الألعاب الآسيوية 1951 ودورة الألعاب الآسيوية 1954. وشارك مع منتخب الهند لكرة القدم. أما مع النوادي، فقد لعب مع نادي إيست بنغال.

## وصلات خارجية
- أحمد خان على موقع الاتحاد الدولي (مؤرشف)  (الإنجليزية)
- أحمد خان على موقع قاعدة بيانات كرة القدم.إي يو (الإنجليزية)
- أحمد خان على موقع أوليمبيديا (الإنجليزية)